# 열전! 가수왕
열전! 가수왕은 iTV 경인방송에서 방송되었던 음악 경연 프로그램이다.

## 역사
2000년 6월 25일에 첫방송을 시작해, 2001년 12월 23일에 잠정적으로 폐지됐다가, 2003년 6월 15일에 다시 부활했으나, 2004년 12월 30일 iTV 경인방송 폐국과 함께 폐지되었다.

## 역대 방송시간
| 방송 채널 | 방송 기간                           | 방송 시간                         |
| --------- | ----------------------------------- | --------------------------------- |
| iTV       | 2000년 6월 25일 ~ 2000년 12월 10일  | 매주 일요일 오전 11:00 ~ 낮 12:00 |
| iTV       | 2001년 7월 8일 ~ 2001년 10월 21일   | 매주 일요일 오전 11:00 ~ 낮 12:00 |
| iTV       | 2000년 12월 17일 ~ 2001년 4월 8일   | 매주 일요일 오후 5:10 ~ 저녁 6:00 |
| iTV       | 2001년 4월 15일 ~ 2001년 7월 1일    | 매주 일요일 오후 5:10 ~ 저녁 6:10 |
| iTV       | 2001년 10월 28일 ~ 2001년 12월 23일 | 매주 일요일 낮 1:10 ~ 오후 2:10   |
| iTV       | 2003년 6월 15일 ~ 2003년 10월 26일  | 매주 일요일 낮 1:05 ~ 오후 2:05   |
| iTV       | 2003년 11월 2일 ~ 2004년 6월 13일   | 매주 일요일 낮 1:00 ~ 오후 2:00   |
| iTV       | 2004년 6월 20일 ~ 2004년 10월 31일  | 매주 일요일 낮 12:55 ~ 낮 1:55    |
| iTV       | 2004년 11월 4일 ~ 2004년 12월 24일  | 목, 금요일 저녁 6:55 ~ 밤 8:00    |
| iTV       | 2004년 12월 30일                    | 목요일 저녁 6:40 ~ 저녁 7:40      |

## 역대 MC

### 1기
- 2000년 6월 25일 ~ 2001년 12월 23일 : 박상규

### 2기
- 2003년 6월 15일 ~ 2004년 12월 30일 : 이상용

## 걸출한 아티스트
- 아이리스 故 이은미 - 2000년에 이 프로그램에서 대상을 받았다.
- 김보경 - 2003년에 대상을 받았다.

## 같이 보기
- 전국노래자랑 (KBS 1TV)